# Стела (Фрозиноне)
Стела је насеље у Италији у округу Фрозиноне, региону Лацио.
Према процени из 2011. у насељу је живело 88 становника. Насеље се налази на надморској висини од 153 м.